# Аллаелга
Аллаелга (устар. Алла-Елга) — река в России, протекает по Башкортостану. Устье реки находится в 341 км по правому берегу реки Ай. Длина реки составляет 48 км, площадь водосборного бассейна 330 км². В 6,2 км от устья по правому берегу впадает река Шидаля.

## Данные водного реестра
По данным государственного водного реестра России относится к Камскому бассейновому округу, водохозяйственный участок реки — Ай от истока и до устья, речной подбассейн реки — Белая. Речной бассейн реки — Кама.
Код объекта в государственном водном реестре — 10010201012111100021818.